# دييغو جوهانيسون
دييغو جوهانيسون (بالإسبانية: Diego Johannesson) (3 أكتوبر 1993 بفيافيثيوسا في إسبانيا - ) هو لاعب كرة قدم أيسلندي وإسباني في مركز الدفاع. شارك مع منتخب آيسلندا لكرة القدم. أما مع النوادي، فقد لعب مع ريال أوفييدو وReal Oviedo Vetusta ‏.

## روابط خارجية
- دييغو جوهانيسون على موقع قاعدة بيانات كرة القدم.إي يو (الإنجليزية)
- دييغو جوهانيسون على موقع ناشيونال فوتبول تيمز (الإنجليزية)
- دييغو جوهانيسون على موقع Soccerway.com (الإنجليزية)
- دييغو جوهانيسون على موقع AS.com (الإسبانية)